# Benjamin Linus
Benjamin "Ben" Linus es un personaje ficticio de la serie de televisión Lost que está interpretado por el actor Michael Emerson. Es el antihéroe de la serie y exlíder del grupo conocido como "los Otros". El personaje hace su primera aparición durante la segunda temporada de la serie, bajo el seudónimo de Henry Gale.
Comenzó como el antagonista principal durante la segunda y tercera temporada, pero en las temporadas posteriores se convierte en un aliado moralmente ambiguo.

## Historia

### Antes del accidente
Benjamin Linus nació de forma prematura mientras sus padres estaban de paseo. Al no tener asistencia adecuada, Ben nace en el bosque y su madre muere a causa del parto. Una pareja que pasaba por el lugar intenta ayudarlo. Años más tarde, cuando Ben era un niño, a su padre se le contrata como conserje en la isla para la iniciativa DHARMA. Su padre, Roger Linus lo culpa por la muerte de su esposa, es por esto que la relación padre-hijo nunca fue buena. En el capítulo "El Hombre tras la cortina" se revela que mató a su padre usando una bomba de mano de gas tóxico durante la "purga", una acción en la que los Otros eliminaron a la Iniciativa Dharma y tomaron el control de la isla. Monopoliza la comunicación con el misterioso Jacob, que se supone la máxima autoridad de la isla.
Como todo líder, Ben no es aceptado por varias personas, entre ellas Juliet a quien considera como "de su propiedad", o Richard Alpert, que aun cumpliendo las órdenes directas de Ben ayudó a John Locke con la prueba impuesta por Benjamin de matar a "Sawyer", su padre. 
Dos días antes del accidente del Vuelo 815 de Oceanic, Ben descubre que tiene un tumor espinal. Después de ver el accidente del avión, manda a Goodwin y a Ethan Rom a infiltrarse entre los sobrevivientes del accidente.

### Después del accidente
Ben es capturado por Danielle Rousseau y llevado por Sayid a la escotilla (estación El Cisne de la Iniciativa DHARMA). Sayid lo tortura e interroga, pero él rehúsa a decir una cosa cierta sobre él. Con la llegada de Michael, es él quien mata a Ana Lucía y Libby, para liberar a Ben.
Después (en el capítulo "Vivir juntos, morir solos"), descubrimos que realmente es el líder de Los Otros. Ben le entrega a Michael su hijo Walt, a cambio de Jack, Kate, Sawyer y Hurley, este último liberado.
Al comienzo de la tercera temporada, Ben le da a Juliet la tarea de interrogar a Jack, mientras Kate y Sawyer se mantienen en jaulas hasta convencer a Jack para que le realice una cirugía.  Más tarde cuando John Locke viene a rescatar a Jack, tienen una confrontación donde acaba manipulándolo para unirse a los Otros, pero le dispara cuando Ben descubre que Locke si puede escuchar a Jacob.
Finalmente regresa a su campamento donde se entera del carguero y le dice a Richard, ahora su segundo al mando, que guíe a los Otros restantes al Templo, mientras intenta evitar que Jack le envíe un mensaje de radio.
En las siguientes temporadas Ben se enfrentara con su antiguo adversario Charles Widmore para proteger la isla.

## Curiosidades
- Ben, tiene excelentes modales y una habilidad impecable para mentir y manipular a las personas que lo rodean, incluso cuando se encuentra en desventaja física. A menudo habla en tono bajo y monótono salpicado de sarcasmo o chistes malos.
- Durante la sexta temporada, Ben Linus es mostrado como profesor de Historia Europea, frustrado con la burocracia escolar y particularmente debido a Reynolds, un director que no se preocupa por la escuela. Vive con su padre, Roger (Jon Gries), quien está en soporte vital y tiene una relación cercana con su alumna estrella, Alex, y un maestro sustituto, John Locke.

## Doblaje en español
El personaje fue doblado al español por Miguel Ayones (en España) y Guillermo Coria (en Hispanoamérica).
- Datos: Q51281